# Генріх Фіркорн
Генріх Фіркорн (нім. Heinrich Vierkorn; 2 вересня 1884, Коттбус, Німецька імперія — 18 квітня 1944, поблизу Редона, Франція) — німецький офіцер, один з керівників саперних частин крігсмаріне, генерал-майор.

## Біографія
16 березня 1903 року вступив в 3-й прусський саперний батальйон. Учасник Першої світової війни. 25 лютого 1915 року взятий в полон російськими військами. У травні 1918 року звільнений і після повернення до Німеччини, командував саперними ротами. 16 травня 1920 року зарахований в резерв, а 31 серпня 1920 року звільнений у відставку. 21 квітня 1933 року офіцером запасу вступив на службу у ВМС, служив в штабі коменданта Куксгафена. З 1 жовтня 1935 року — радник з саперних питань в штабі військово-морської станції «Нордзе». 20 квітня 1941 року офіційно зарахований на дійсну службу в ВМС. Після загибелі Фелікса Фари 20 листопада 1941 року призначений начальником групи фортець і саперних військ ОКМ, а також інспектором саперних частин ВМС. Загинув в автомобільній катастрофі.

## Звання
- Єфрейтор (1 липня 1903)
- Унтерофіцер (21 серпня 1903)
- Фенріх (18 жовтня 1903)
- Лейтенант (18 серпня 1904)
- Оберлейтенант (18 серпня 1912)
- Гауптман (28 листопада 1914)
- Майор запасу (31 серпня 1920)
- Майор земельної оборони (1 жовтня 1933)
- Оберстлейтенант служби комплектування (1 квітня 1937)
- Оберст служби комплектування (1 квітня 1940)
- Генерал-майор (1 червня 1943)

## Нагороди
- Орден Корони (Пруссія) 4-го класу
- Залізний хрест 2-го і 1-го класу
- Почесний хрест ветерана війни з мечами
- Медаль «За вислугу років у Вермахті» 4-го, 3-го і 2-го класу (18 років)
- Застібка до Залізного хреста 2-го класу
- Хрест Воєнних заслуг 2-го і 1-го класу з мечами